# Letališče (film)
Letališče (v izvirniku angleško Airport) je ameriški film iz leta 1970 v režiji Georgea Seatona.
Zgodba temelji na istoimenskem romanu Arthurja Haileya iz leta 1968. Dogaja se med hudim snežnim viharjem na izmišljenem Lincolnovem mednarodnem letališču v Chicagu. Težave zaradi snežnega viharje na letališču rešujejo vsi tamkajšnji delavci. Med njimi so upravnik Mel Bakersfield, ki ima hkrati težave tudi s svojo ženo, vodja mehanikov Joe Patroni in zastopnica za stike z javnostjo Tanya Livingston.
Del zgodbe pa se dogaja tudi na letalu Boeing 707, ki vzleti proti Rimu. Glavni kapitan na letalu je Vernon Demarest, ki ima ljubezensko razmerje z glavno stevardeso iste posadke Gwen Meighen. Na letalo se vkrca tudi slepa potnica drugače stara gospa Ada Quonsett. V letalu pa je tudi g. Guerrero, ki v svoji aktovki nosi bombo.